# Huston Smith
Huston Cummings Smith (31 mai 1919 - 30 décembre 2016) est un philosophe et  universitaire américain, spécialiste des religions. Son ouvrage  Les religions du monde, vendu à plus de trois millions d'exemplaires est un manuel d'introduction incontournable à l'étude comparée des religions.  

## Biographie
Smith est né en Chine de parents missionnaires méthodistes ; il y a  passé les 17 premières années de sa vie. Lorsqu'il est arrivé aux États-Unis pour étudier, il s’est inscrit à la Central Methodist University puis à l'Université de Chicago.
Au cours de sa carrière, Smith a étudié mais également pratiqué le Védanta  avec  Swami Satprakashananda, le bouddhisme zen  avec  Goto Zuigan, et le soufisme .
Dans sa jeunesse, Smith est passé du christianisme méthodiste traditionnel au mysticisme, influencé par les écrits de Gerald Heard et d'Aldous Huxley. En 1947,  Smith part pour Trabuco en Californie  pour rencontrer Gerald Heard, alors célèbre écrivain  qui le présente à Aldous Huxley. Smith raconte cette rencontre dans le documentaire  de 2010 Huxley sur Huxley .
Puis  Smith a développé un intérêt pour le perennialisme formulé par René Guénon, Frithjof Schuon et Ananda Coomaraswamy. Cet intérêt est devenu le fil conducteur de tous ses écrits.
En raison de son lien avec Heard et Huxley, Smith a ensuite rencontré Timothy Leary ainsi que Richard Alpert au Centre de recherche sur la personnalité, où Leary était professeur et chercheur. 
Le groupe commença à expérimenter avec des psychédéliques, ce que Smith appela plus tard la "métaphysique empirique". L'expérience et l'histoire du groupe sont décrites dans le livre de Smith Cleansing the Doors of Perception. Au cours de cette période, Smith faisait également partie du projet Harvard, une tentative de sensibilisation spirituelle par le biais des plantes enthéogènes.
Alors qu'il est en poste  à l'Université de Syracuse, il est informé par les dirigeants de la tribu Onondagas des traditions et des pratiques religieuses amérindiennes, ce qui a donné lieu à un chapitre supplémentaire dans son ouvrage sur les religions du monde. 
En 1990, la Cour suprême  des États-Unis statuait que l'utilisation du peyotl lors des  sacrements religieux par les Amérindiens n'était pas protégée par la Constitution américaine. Smith, éminent érudit religieux, s’est intéressé au sujet et en 1994 le Congrès a adopté l'amendement à la loi amérindienne sur la liberté religieuse des Indiens d'Amérique, accordant une protection législative à leur pratique religieuse. 
Smith était un chrétien pratiquant qui a attribué sa foi à ses parents missionnaires qui « m'avaient inculqué un christianisme capable de résister à la culture séculière dominante de la modernité ».

## Enregistrement
En 1964, lors d'un voyage en Inde, Smith séjourna dans le monastère bouddhiste tibétain de Gyuto. Au cours de sa visite, il entendit les moines chanter et se rendit compte que chaque individu produisait un accord composé d'une note fondamentale et d'harmoniques. Il revient pour enregistrer le chant en 1967 et demande aux ingénieurs acousticiens du MIT d'analyser le son. Ils ont confirmé qu'il s'agissait bien d'un exemple de chant harmonique. Smith a appelé cela la découverte empirique singulière de sa carrière. L'enregistrement est sorti sous le titre Music of Tibet. Les revenus des ventes servent à soutenir l'Université tantrique de Gyuto.

## Récompenses et prix
Pour son engagement de toute une vie à rapprocher les religions du monde afin de promouvoir la compréhension, la justice sociale et la paix, Smith a reçu le prix du Courage of Conscience Award de l'Abbaye de la Paix de Sherborn, Massachusetts.
En janvier 2010, Smith a été nommé l'un des premiers récipiendaires du prix Interfaith-Interspiritual Sage Award de l'Ordre Universel Interconfessionnel et de l'Ordre Universel de Sannyasa. 
La Pacific Coast Theological Society a célébré « la vie  et les réalisations du professeur émérite Huston Smith en examinant la relation entre la théologie, la mythologie et la science » lors d'une séance spéciale en 2012. En 2015, la société a remis à Smith son Prix Codron pour les religions du monde.

## Œuvres
- The World's Religions: Our Great Wisdom Traditions, 1958, rev. ed. 1991, HarperOne,  (ISBN 0-06-250811-3)
- Beyond the Postmodern Mind, 1982, reprint ed. 1989, Quest Books,  (ISBN 0-8356-0647-3)
- The Illustrated World's Religions: A Guide to Our Wisdom Traditions,1995, HarperOne,  (ISBN 0-06-067440-7)
- Cleansing the Doors of Perception: The Religious Significance of Entheogenic Plants and Chemicals, 2000, Tarcher/Putnam,  (ISBN 1-58542-034-4), Council on Spiritual Practices,  (ISBN 1-889725-03-X), Sentient Publications,  (ISBN 1-59181-008-6)
- Why Religion Matters: The Fate of the Human Spirit in an Age of Disbelief, 2001, HarperOne, 1st ed.: (ISBN 0-06-067099-1), reprint 2002:  (ISBN 0-06-067102-5)
- Islam: A Concise Introduction, HarperOne, 2001,  (ISBN 0-06-166018-3)
- The Way Things Are: Conversations with Huston Smith on the Spiritual Life, 2003, University of California Press,  (ISBN 0-520-23816-8) (cloth);  (ISBN 0-520-24489-3) (paper) Edited and with a Preface by Phil Cousineau
- Buddhism: A Concise Introduction, with Philip Novak, HarperOne, 2004,  (ISBN 0-06-073067-6)
- The Soul of Christianity: Restoring the Great Tradition, 2005, HarperOne, 1st ed.  (ISBN 0-06-079478-X)
- A Seat at the Table: Huston Smith in Conversation with Native Americans on Religious Freedom, 2006, University of California Press,  (ISBN 0-520-24439-7) (cloth) edited and with a Preface by Phil Cousineau
- Tales of Wonder: Adventures Chasing the Divine, (autobiography), 2009, HarperOne,  (ISBN 0-06-1154261)[4]
- And Live Rejoicing: Chapters from a Charmed Life — Personal Encounters with Spiritual Mavericks, Remarkable Seekers, and the World's Great Religious Leaders, 2012, With contributions from Phil Cousineau